# Reinhold Durnthaler
Reinhold Durnthaler (ur. 29 listopada 1942 w Waiern, zm. 25 października 2017 w Feldkirchen in Kärnten) – austriacki bobsleista. Dwukrotny medalista olimpijski.
Dwa razy startował na igrzyskach olimpijskich (IO 64, IO 68) i na obu olimpiadach zdobywał medale. W 1964 i 1968 austriacki bob zajmował drugie miejsce w czwórkach. Durnthaler był również medalistą mistrzostw świata, złotym w 1967 (dwójki) i brązowym w 1963 (czwórki).